# ほぼ日手帳
『ほぼ日手帳』（ほぼにちてちょう）とは、発行人糸井重里、発行所「ほぼ日」の手帳・ダイアリーである。2002年版から毎年発売されている。

## 概要
「ほぼ日手帳」は、「ほぼ日」オリジナル商品として制作・販売される手帳で、1日1ページという、高い自由度のため、ユーザーは様々な趣向を凝らしながら使うことが可能である。その様子は、ほぼ日のウェブサイトや公式ガイドブックなどで紹介されている。
ほぼ日手帳は、2013年版は、全国で48万人の利用者がおり、全国のロフトでの販売を開始して以来、ロフトでの手帳部門での売り上げが2005年版〜2013年版の9年連続で1位である。

### 概歴
「ほぼ日刊イトイ新聞」のオリジナルグッズ開発会議での発案をきっかけに、「自分たちが使いたい手帳をつくろう」という思いの下に、2001年春にプロジェクトが開始し、2001年冬に初年版となる「ほぼ日手帳2002」が発売された。
当時、手帳の担当に抜擢されたのは、その年新卒で入社したばかりの松本絢子であった。素人によるオリジナル（独自）の手帳作成のため、「ほぼ日」読者へのアンケートによる意見を参考に、手帳の仕様が決定。この2002年版の時点で、「1日1ページ」、外付けの「カバー」など、現在と大筋同様のコンセプトが盛り込まれた内容であった。この制作の流れは現在も受け継がれており、「ほぼ日」読者や手帳ユーザーアンケートへの回答・意見などを基に、毎年仕様の見直し・改良が行われている。中には、導入されたものの、翌年版には廃止された短命な改良点もあった。

## 特徴
公式サイトでは、以下3点を主な特徴としている。
- 1日1ページ
- 180度パタンと開く - 糸かがり製本採用。
- うれしいカバー

他の主な特徴は以下の通り。
- 日別ダイアリー[注 2]
  - 30分刻み、24時間書き込める時間軸
  - 「日々の言葉」 - ほぼ日のコンテンツ内（「今日のダーリン」「言いまつがい」など）から選出された内容を掲載。
  - 各日毎の表示 - 旧暦、月の満ち欠け、元日からの通算日数、二十四節気など。
- 手帳全体
  - 手帳に最適な紙といわれている「トモエリバー」を採用。
  - 手帳の記入部分では、主に3.7mm方眼を活かしたレイアウトを採用。

### 判型
オリジナル
2002年版当初より発売。A6判（文庫本サイズ）。
カズン
2009年版より発売。A5判。基本的にはオリジナルと同内容であるが、日別ダイアリーでの祝日表示の差異や、カズンのみ「週間ダイアリー」が収録されるなど、一部仕様が異なる点もある。「日々の言葉」は当初非掲載であったが、ユーザーの要望を受け2011年版から掲載される事になった。
2009年版
「仕事とプライベートの両方書ききれないので、大きめのサイズも作ってほしい」という要望に応える形で開発され、2009年版では「書き込むことに機能を集中」させた事から「日々の言葉」の掲載は行わなかった。カバーはナイロンの5色のみであった。
2010年版
強度確保のため、製本を前年版の「上製本の綴じ方をアレンジした方法」から「上製本の綴じ方」に変更。カズン用のカバー・オン・カバー、クリアファイル、下敷きが登場。ユーザの要望を受け、「日々の言葉」を別冊の「365の日々の言葉」として付録した。
2011年版
前述の通り、カズンにも「日々の言葉」を掲載される。

### 日付配列
2002年版当初は「1月始まり」「月曜始まり」のみであったが、現在では「4月始まり版」（ほぼ日手帳springとも呼称）、「日曜日始まり版」もラインナップされる。

### カバー
内ポケットなど多数の収納スペースを持つ。また、バタフライストッパーと呼ばれる、手帳が鞄の中で開かないようにするための独自の形状を採用、カバーの外側に2つのペンさしをつけた形状になっている。2011年版では「ほぼ日」からは、オリジナル判33種類、カズン判17種類の計50種類が発売されている。
2002年版では紺色の単色カバーのみであったが、現在ではツートンカラーなどの複数色、模様付きのプリントカバーや、ウォルト・ディズニーなど他個人・組織とのコラボレーションカラーも発売されている。「基本色」とされるナイロンカバーのブラック、ダークブルー、レッドの3色以外は、毎年発売されるカバー色は異なる。素材は当初からのナイロンカバーの他、革カバーやファブリックカバーがある。
カバーと手帳本体は2002年版当初から一体の構想で製作されているが、手帳本体のみの使用や、カバーのみの使用（文庫本カバー等用途利用）も可能である。また、ほぼ日以外の会社・サイトからもほぼ日手帳対応を銘打ったカバーの発売も行われている。

## 発売店舗
当初は、ほぼ日刊イトイ新聞ウェブサイト内の「ほぼ日ストア」のみでの限定発売であったが、現在では以下の店舗でも発売されている。発売開始時期は、ほぼ日ストアおよびロフトにおける2011年版の実績で、1月始まり版が9月1日、springが2月1日である（一部商品は除く）。
- ロフト - 2005年版より
- 台湾「誠品書店」の一部店舗 - 2010年版（2009年10月16日）より[16]。
- 「GEORGE」 - 日本国内全店舗でファブリック・スティックグッドドッグを発売。2011年版。
- 「B印YOSHIDA」 - BLACK CASEを発売。2011年版。
- TOBICHI

ほぼ日ストア販売と店頭販売の差異点
- ストアでの購入時は、送料等が別途必要。
- 店頭販売では取り扱っていない商品がある。

ほぼ日ストア・TOBICHI（実店舗）購入特典
ストアで購入時の場合「ほぼ日ストア特典」として、年毎に異なるテーマのオリジナル商品「おまけアイテム」が無料で付録される。
- 2011年版 テーマ「すこやか」
  - OHTOの体温計
  - uni（三菱鉛筆）のJETSTREAM
  - カバー・オン・カバー
  - しりあがり寿作の「何度読んでも笑えるマンガ」のしおり

- 2018年版
  - おしょくじサイコロ
  - 3色ボールペンJETSTREAM（本体カラー：明るいイエロー）
  - カバー・オン・カバー

## 沿革
主な事象と発売部数を挙げる。

### 事象
手帳・全般
- 2002年版 - 2001年春に「ほぼ日手帳」プロジェクト始動し、2001年冬に「ほぼ日手帳2002」を発売。
- 2004年版 - 日別ダイアリーに「日々の言葉」を掲載するようになる。
- 2005年版 - ロフトでの店頭販売を開始する。
- 2006年版 - 「spring」の発売開始。
- 2007年版 - 「ほぼ日刊イトイ新聞」サイト内で「ほぼ日手帳CLUB」というコンテンツが作られる。
- 2008年版 - オプション商品を「すてきな文房具」として展開開始（2011年版より「TOOLS & TOYS」と改称）。後述「関連商品」を参照。
- 2009年版 - グラフィックデザイナーの佐藤卓による意匠の見直しが行われる。
- 2009年版 - A5判「カズン」の発売開始。
- 2009年版 - 「オリジナル」日曜始まり版発売開始。
- 2010年版 - 方眼の大きさが3.7mmと決着。
- 2011年版 - ビジネス手帳の「ほぼ日手帳2011 WEEKS」を発売。
- 2011年版 - オリジナルおよびカズンの巻末付録を、雑誌のじゃらん（リクルート）、danchu（プレジデント社）とのコラボレーションにより改訂。
- 2011年版 - 「日々の言葉」の選出に、外部選考委員による選考を実施。

カバー
- 2002年版 - ナイロンカバー紺色の1色のみ。
- 2003年版 - 「バタフライストッパー」採用。
- 2004年版 - 革カバー登場。外側ポケット採用。
- 2005年版 - 「カバー・オン・カバー」発売開始。
- 2007年版 - 「プリントカバー」登場。
- 2009年版 - オリジナル用ファブリックカバー登場。カズン用カバー登場。
- 2010年版 - カバーを全色一斉発売から、春まで月毎に分けて発売開始に変更。
- 2010年版 - カズン用プリントカバーと革カバー登場。

### 発売部数
- 2002年版 - 1.2万部
- 2003年版 - 1.8万部
- 2004年版 - 3万部
- 2005年版 - 7万部
- 2006年版 - 14万部（以降「spring」を含む）
- 2007年版 - 23万部
- 2008年版 - 25万部
- 2009年版 - 28万部
- 2010年版 - 35万部
- 2011年版 - 40万部
- 2012年版 - 46万部
- 2013年版 - 48万部
- 2014年版 - 50万部
- 2015年版 - 55万部
- 2016年版 - 61万部
- 2017年版 - 68万部
- 2018年版 - 78万部
- 2019年版 - 85万部
- 2020年版 - 75万部
- 2021年版 - 74万部
- 2022年版 - 72万部

## ほぼ日手帳 WEEKS
「ほぼ日」によるビジネス手帳として発案。デザインは佐藤卓が担当し、「ほぼ日がビジネス手帳をつくるからには、ほぼ日だからできる、ほぼ日にしかつくれないまったく新しいビジネス手帳をつくろう」、「ビジネスはスポーツと同じなのではないか」という発想を基に開発。「ほぼ日手帳2011 WEEKS」として2010年11月1日に発売された。
ほぼ日手帳に関して利用者について特段ターゲット層を設定していないのに対し、「WEEKS」をビジネス手帳として開発した理由について、糸井重里は、ビジネスシーンにいる人こそ手帳にメモする習慣を持つという認識を持っていた一方、個性的な意匠である「ほぼ日手帳」を職場での利用に困るという意見を聴き、ビジネスシーンでも使える「カッコいいスーツのイメージの手帳が作りたかった」と述べている。
特徴
公式サイトでは以下の4点を特徴としている。
- 「先見性」 - 「週間予定+方眼メモ」の一週間見開きレイアウト。
- 「柔軟性」 - 一冊でスケジューラーとノートの兼用可。
- 「機動性」 - 360度回転させて折り曲げることができる製本を採用。
- 「美しさ」 - 「美しい日本語」を意図したデザイン・レイアウト。

カバーは本体と合皮カバーの一体した仕様で、「オリジナル」や「カズン」のようなカバーの付け替えはできない。中身は、「ほぼ日手帳」とは異なる1週間1ページの構成など、一般的なビジネス手帳に似たイメージとなっているが、格子状のマス目・巻末付録などの「ほぼ日手帳」の意匠も盛り込まれた内容となっている。「日曜始まり版」の発売は2012年版では予定されていない。
2011年版
- カバー色は黒のみ。また、「ほぼ日ストア特典」の対象外である。
- 「4月始まり版」については当初製作が検討されたが、2011年版は発売しない事となった。
- オプション商品に関しては、ほぼ日路線図の「WEEKS」用が付録される一方、「WEEKS」に対応した下敷きなどは発売されていない。

2012年版
- 2012年版より、3種類の素材と多数色のカバーラインナップになった。素材により、表紙の質感、堅さ、ページを開いた時の感じが異なる。
  - ホワイトライン - 合成皮革素材（PVC）で、柔らかく、曲げられる。ブラック、アイボリーの2色。
  - げんきな色 - 絹目調の生地（ポリエステル）で、堅く、しなる程度に曲がる。イエロー、ピンク、ブルー、オレンジ、グリーンの5色。
  - チェック - コットン100%で、かなり堅く、しならない。レッド、グリーンの2色。2012spring版はタータングリーン、グレンチェックの2色に変更。

- ほぼ日ストア特典 - 「スマイルミラー」、「インデックス付き下敷き」。これらはオプションとして別売りがされていない。
- その他 - 時間軸から数字が取り外された。月ごとのインデックスが表示された。一週間にひとつ「週の言葉」が掲載されるようになった。

発売店舗
ほぼ日手帳同様のほぼ日ストアやロフトの他、ネット書店のAmazonや楽天ブックス、東急ハンズや日本国内の大手書店などで店頭発売されている。

## 関連商品

### オプション商品
ほぼ日手帳と平行してほぼ日ストア等で販売されているオリジナル商品を、「ほぼ日」では"オプションアイテム「TOOLS & TOYS」"と呼称している。サイズの違う「オリジナル」と「カズン」に合わせて、2種類のサイズを発売するものもある（カバーやカバー・オン・カバー、下敷きなど）。
カバー・オン・カバー
2005年版より発売。透明ビニール製のカバーで、ほぼ日手帳のカバーの上に装着する。ナイロンカバー、プリントカバー専用。ファブリックカバーや革カバーでの使用は推奨されていない。
- カバーの汚れ・破損保護のメリットがある。
- カバーとカバー・オン・カバーの間に写真やイラストなどを挿入することで、手帳表紙のコーディネートが可能。
- カバー外側ポケットが使用不可になるデメリットがあったが、2010年版から外側ポケット部分にスリッドが付けられた。

ほぼ日の週間手帳
ほぼ日手帳のオリジナル判は、1日1ページ（見開き2日分）+月間カレンダー等の構成であるため、スケジュールを週単位で管理したいというユーザの要望に応える形で開発され、2008年版より発売開始した。
3.45mm方眼、24時間軸、トモエリバー採用、180度開く糸かがり製本など、ほぼ日手帳と類似した様式を採る。日付配列は月曜始まりで、1月始まり版と4月始まり版の双方がある。判型は「オリジナル」に対応したサイズのみで、ほぼ日手帳に挟む形での用途が想定されている。
なお、「週間手帳」の表紙にはWEEKLYの表記が見られるが、既述の「ほぼ日手帳 WEEKS」とは別の商品である。
その他
- 2008年版より
ほぼ日の路線図（ほぼ日路線図）、フォトアルバム、カロリーブック、一筆箋
- 2009年版より
Dear DoctorS ほぼ日の健康手帳
- 2010年版より
ほぼ日ペーパー（ズ）、ほぼ日のテンプレート
- 2011年版より
ほぼ日の大きな路線図、くまのクリアブックマーク、ほぼ日のクリアポケット、ほぼ日の体温計

### 派生商品
「ほぼ日路線図」（DSiウェア）

ほぼ日の路線図をニンテンドーDSiウェア用にアレンジしたソフト。発売元は任天堂。
- 2009年1月28日 - 「ほぼ日路線図 2009」配信開始（配信終了）。
- 2010年2月3日 - 「ほぼ日路線図2010 全国7エリア+新幹線マップ」が配信開始。

「ほぼ日の健康手帳」（DSiウェア）
DSiウェアソフトとして2010年4月21日配信開始。発売元は任天堂。「Dear DoctorS ほぼ日の健康手帳」の中から機能を再構成、編集したソフト。価格はDSiポイント無料。
ほぼ日ホワイトボードカレンダー
「手帳と一緒に使える」ホワイトボード仕様の壁掛けカレンダーとして、2006年版より発売開始。現在では、卓上版の「気まぐれカレンだー」も発売されている。

### 関連書籍
- 「ほぼ日手帳の秘密」 2005年発売
- 「ほぼ日手帳の秘密2007」 2007年発売[34]
- 「ほぼ日手帳公式ガイドブック あなたといっしょに、手帳が育つ。」
ISBN 978-4838719082 編著：ほぼ日刊イトイ新聞 発行：マガジンハウス 2008年9月25日発売
- 「ほぼ日手帳公式ガイドブック2010 手帳と一緒に、あなたが育つ。」
ISBN 978-4-8387-2015-6 編著：ほぼ日刊イトイ新聞 発行：マガジンハウス 2009年9月10日発売
- 「ほぼ日手帳公式ガイドブック2011 いっしょにいて、たのしい手帳と。」
ISBN 978-4838721597 編著：ほぼ日刊イトイ新聞 発行：マガジンハウス 2010年8月19日発売
- 「ほぼ日手帳公式ガイドブック2012 どの日も、どの日も大切な日。」
ISBN 978-4838722921 編著：ほぼ日刊イトイ新聞 発行：マガジンハウス 2011年8月18日発売
- 「ほぼ日手帳公式ガイドブック2013 ほぼ日手帳と、その世界。」
ISBN 978-4838724741 編著：ほぼ日刊イトイ新聞 発行：マガジンハウス 2012年8月27日発売
- 「ほぼ日手帳公式ガイドブック2014 ことしのわたしは、たのしい。」
ISBN 978-4838725861 編著：ほぼ日刊イトイ新聞 発行：マガジンハウス 2013年8月26日発売
- 「ほぼ日手帳公式ガイドブック2015 LIFEのBOOK」
ISBN 978-4838726912 編著：ほぼ日刊イトイ新聞 発行：マガジンハウス 2014年8月26日発売
- 「ほぼ日手帳公式ガイドブック2016 This is my LIFE.」
ISBN 978-4838727735 編著：ほぼ日刊イトイ新聞 発行：マガジンハウス 2015年8月24日発売
- 「ほぼ日手帳公式ガイドブック2017 This is my LIFE.」
ISBN 978-4838728725 編著：ほぼ日刊イトイ新聞 発行：マガジンハウス 2016年8月22日発売
- 「ほぼ日手帳公式ガイドブック2018 LIFEのBOOK」
ISBN 978-4838729432 編著：ほぼ日刊イトイ新聞 発行：マガジンハウス 2017年8月22日発売
- 「ほぼ日手帳公式ガイドブック2019」
ISBN 978-4838730148 編著：ほぼ日刊イトイ新聞 発行：マガジンハウス 2018年8月21日発売
- 「ほぼ日手帳公式ガイドブック2020」
ISBN 978-4838730667 編著：ほぼ日刊イトイ新聞 発行：マガジンハウス 2019年8月20日発売
- 「ほぼ日手帳公式ガイドブック2021」
ISBN 978-4838731138 編著：ほぼ日刊イトイ新聞 発行：マガジンハウス 2020年8月25日発売
- 「ほぼ日手帳公式ガイドブック2022 LIFEのBOOK」
ISBN 978-4838731626 編著：ほぼ日刊イトイ新聞 発行：マガジンハウス 2021年8月25日発売